# Jean-Paul Gobel
Jean-Paul Gobel, né le 14 mai 1943 à Thonon-les-Bains en Haute-Savoie, est un archevêque catholique français, ancien nonce apostolique (ambassadeur du Saint-Siège) dans différents pays.

## Biographie
Jean-Paul Gobel est ordonné prêtre en 1969 pour le diocèse d'Annecy. Il poursuit ensuite ses études à l'Académie pontificale ecclésiastique (école de la diplomatie du Saint-Siège) à Rome. 
En 1974, il commence sa carrière diplomatique comme attaché de nonciature en Australie (en) et en Papouasie-Nouvelle-Guinée (en). Il occupe ensuite différents postes, notamment au Mozambique (en), au Nicaragua (en), au Burundi et à Hong Kong.
Le 7 décembre 1993, Jean-Paul II le nomme nonce apostolique en Géorgie (en), Arménie (en) et Azerbaïdjan (en) avec le titre d'archevêque titulaire (ou in partibus) de Calatia (de). 
Le 30 décembre 1993, le pape ajoute à ces fonctions celle d'administrateur apostolique du Caucase, administration apostolique nouvellement fondée couvrant les trois mêmes pays. Il conserve cette charge jusqu'à la nomination d'un nouvel administrateur en novembre 1996. 
Il est consacré évêque le 6 janvier 1994 par le pape lui-même. 
Le 6 décembre 1997, il est transféré en Afrique de l'Ouest, et s'installe à Dakar d'où il exerce sa responsabilité sur le Sénégal, la Guinée-Bissau (en), le Mali (en), la Mauritanie  et le Cap-Vert. 
Le 31 octobre 2001 il est nommé à Managua au Nicaragua (en), puis, le 10 octobre 2007, à Téhéran où il prend la responsabilité de la très sensible nonciature en Iran (en).
Le 5 janvier 2013 il est transféré au Caire comme nonce apostolique en Égypte et auprès de la Ligue arabe.
Il se retire deux ans plus tard. De retour dans son diocèse natal d'Annecy, il prend la charge de curé de la paroisse d'Abondance le temps de former son successeur. Depuis le 1er septembre 2016, il est au service du diocèse.

## Succession apostolique
Jean-Paul Gobel a ordonné les évêques suivants :
- Évêque José Câmnate na Bissign (en) (2000)